# Shamadavle de Mingrélie
Shamadavle de Mingrélie (également nommé Shamandavle ou Shamandavla ou Samsan ud-Daoula Dadiani; géorgien : შამადავლე დადიანი; mort en 1474) est un membre de la maison Dadiani qui est eristavi (c'est-à-dire: duc) d'Odishi (la future principauté de Mingrélie) dans l'ouest de la Géorgie de 1470 jusqu'à sa mort. Il succède à son père  Liparit Ier Dadiani et poursuit les efforts de ses prédécesseurs pour obtenir plus d'autonomie du royaume unitaire de Géorgie finissant.

## Biographie
Shamadavle est le fils aîné de  Liparit Ier  Dadiani, à qui il succède à sa mort comme eristavi d'Odishi en 1470. Dans la documentation subsistante il s'intitule également  « Grand eristavt-eristavi (c'est-à-dire duc des ducs) Dadiani-Gouriel »  De ce titre-surnom le premier signifie qu'il gouverne en Odishi et le second qu'il revendique la suzeraineté sur la  Gourie, un fief de la lignée secondaire des Dadiani, en possession de son parent, Mamia  Gurieli, et de ses descendants. Ses autres titres sont ceux d'eristavi de
Svanetie et de mandaturt-ukhutsesi (Seigneur grand sénéchal) du royaume d'Iméréthie.

## Carrière politique
Comme son père et prédécesseur, Shamadavle contribue à la fragmentation finale du royaume de Géorgie; Liparit aide militairement
Bagrat II d'Iméréthie à faire secession en Géorgie occidentale et Shamadavle l'assiste
lors du détachement de l'église de l'ouest de la Géorgie le Catholicossat d'Abkhazie du Catholicossat-Patriarcat de toute la Géorgie installé à Mtskheta, divisant ainsi l'église géorgienne en deux pour les quatre prochains siècles. Cette scission est réalisée avec la complaisance de Michel IV, le patriarche grec d'Antioche, qui effectuait 
une visite en Géorgie afin de recevoir des donations. Michel produit une épître canonique en Géorgien, promouvant l'évêque Mingrélien  Joachim de Tsaishi et Bedia, comme Catholicos sous la tutelle du siège d'Antioche.

## Récits des européens
Les récits contemporains des visiteurs européens qui témoignent du déclin économique, social et moral dans les États géorgiens déchirés par la guerre évoque la Mingrélie à l'époque de Shamadavle. Shamadavle est le fils anonyme du souverains Mingrélien (Bendia, Rex Mingraeliae cum suo filio) mentionné dans la correspondance en latin qui relate le projet de croisade du pape Pie II contre les Ottomans en 1460. Le 5 juillet 1474, le Vénitien Ambrogio Contarini 
obtient une audience du souverain de Mingrélie nommé « Bendian », qu'il décrit comme un homme bien fait âgé d'environ 50 ans, mais qui est surpris par ses manières: qui étaient celle d'un homme dérangé. Une année plus tard, en juillet 1475, le Vénitien le trouve mort et la Mingrélie en « désordre ». Le Bendian évoqué dans ces récits est la corruption du titre de Dadiani, alors que l'homme que rencontre Contarini est Shamadavle, qui meurt en 1474 selon la chronique du prince Vakhoucht Bagration. Il est inhumé dans la cathédrale de 
Khobi, ou se trouve la tombe du Dadiani,.

## Famille
Shamadavle est marié à une certaine Anna, connue seulement par une inscription funéraire publiée par l'orientaliste français Marie-Félicité Brosset,. Il a un fils, Liparti II Dadiani, le futur dirigeant de la Mingrélie. Mais pour une raison inconnue peut-être les « troubles » évoqués ci-dessus Shamadavle a comme successeur son oncle Vameq II de Mingrélie,.